# Johann Heinrich Plattner
Johann Heinrich Plattner (* 13. August 1795 in Liestal; † 18. Oktober 1862 in Olten) war ein Schweizer Politiker.

## Leben
Plattner absolvierte eine Kaufmännische Ausbildung und war Spinnereibesitzer in Niederschönthal. Ab 1857 war er Inhaber eines Tuchladens in Olten. Plattner leitete am 29. November 1830 die 2. Bubendörfer Versammlung, an der die Landbürger von Basel die Rechtsgleichheit forderten.
Im Jahr 1831 war Plattner Mitglied der provisorischen Baselbieter Regierung, in den Jahren 1832, 1838 und 1850 sass er im Verfassungsrat. Im Jahr 1832 war er im Landrat, 1833 Teilungskommissär, von 1834 bis 1844 Regierungsrat (Finanzen) und 1840 Tagsatzungsgesandter. Von 1849 bis 1851 sass Plattner im Nationalrat, wo er zu den Linken zählte. In Baselland gehörte er aber zur regierungskonformen Gruppierung, die später Ordnungspartei genannt wurde.